# Domenico Pisani
Domenico Pisani est un noble vénitien, brièvement seigneur de l'île égéenne de Santorin de 1479 à 1480.

## Biographie
Il est fils de Giovanni Pisani, duc vénitien de Candie, et est choisi par le duc de Naxos, Giacomo III Crispo, comme époux de sa fille Fiorenza,. Pisani reçoit en dot de son épouse le fief de Santorin, à condition que son beau-père Giacomo III n'ait aucun fils, sans quoi l'île retournerait au domaine ducal. Les festivités du mariage à Milos et à Santorin sont extravagantes et durent un mois entier,. Pisani s'occupe de restaurer l'agriculture et le commerce de l'île, et place son domaine sous la protection de sa mère patrie, Venise ; le Sénat de Venise confirme sa possession de l'île le 22 juin 1480.
Cependant, sa bonne fortune ne dure pas, puisque Giacomo III meurt la même année. Comme le duc est mort sans fils, cela devrait assurer à Pisani la possession de Santorin, mais le nouveau duc, le frère de Giacomo, Giovanni III Crispo, débarque à Santorin et occupe l’île,. Pisani et son épouse se tournent alors vers Venise afin d'obtenir de l'aide, mais Giovanni III et ses soldats parviennent à repousser une flotte vénitienne qui attaque Skaros, la principale forteresse de Santorin. Finalement, après une bataille juridique compliquée, le Sénat vénitien décide le 4 octobre 1486 que Santorin doit rester sous le contrôle de la famille des Crispo, après avoir versé, d'abord, une compensation à la famille Pisani,,.